# Возвращение (рассказ)
«Возвращение» — рассказ Андрея Платонова. Впервые напечатан в 1946 году в журнале «Новый мир» под названием «Семья Иванова», затем существенно переработан автором и под итоговым названием впервые опубликован посмертно в сборнике Платонова «Рассказы», изданном в 1962 году.

## Сюжет
Только что закончилась Великая Отечественная война. Гвардии капитан Алексей Алексеевич Иванов демобилизуется. На вокзале он познакомился с девушкой Машей, сел вместе с ней на поезд и уехал. Через двое суток поезд прибыл в родной Машин город; Иванов решил побыть с ней ещё пару дней. Потом он поехал к себе домой, где его ждала жена Любовь Васильевна, сын Петя (двенадцати лет) и дочь Настя, которых он не видел уже четыре года. Петя распоряжается всем хозяйством, отец робеет перед собственным сыном. Алексей чувствует, что он не может полноценно радоваться своему возвращению, он чувствует между собой и своей семьёй непреодолимую преграду. Ещё он узнаёт, что пока он воевал, его жене и детям всячески помогал некий Семён Евсеевич, у которого немцы убили жену и детей. Алексей Алексеевич начинает подозревать свою жену в измене. Ночью Иванов пытается объясниться с женой, Любовь Васильевна рассказывает мужу, что ждала она только его, что избегала близости других мужчин, что между ней и Семёном Евсеевичем ничего не было. Это объяснение переросло в крупную ссору, и как оказалось, за ходом этой перепалки, между мужем и женой, наблюдал Петя. Ему стало жалко мать, он заступился за неё и высказал отцу всё, что он о нём думает. Алексей Алексеевич был потрясён услышанным: «Вот сукин сын какой!» — размышлял он о сыне. На следующий день Алексей отправился на вокзал и сел на поезд, он хотел уехать к Маше, своей фронтовой знакомой. Проезжая переезд рядом со своим домом, Алексей увидел, как за поездом бегут его дети. Иванов сходит с поезда.

## Реакция в критике
Публикация «Семьи Ивановых» вызвала резкие нападки советской литературной критики: главный редактор «Литературной газеты» Владимир Ермилов назвал рассказ «гнуснейшей клеветой на советских людей», а председатель правления Союза писателей Александр Фадеев на страницах газеты «Правда» — «выползшей на страницы печати обывательской сплетней». После этого возможность печатать свои произведения была для Платонова закрыта.

## Художественные особенности рассказа
Рассказ принадлежит к числу ключевых произведений Платонова, отражающих стержневой в его творчестве сюжетный мотив возвращения, причём, что характерно для Платонова, — возвращения, отменяемого новым уходом (и, в данном случае, новым возвращением). Другой принципиальный для Платонова мотив, нашедший отражение в рассказе, — мотив отвыкания и привыкания. И ещё один важный мотив — мотив прозрения. Вернувшийся с фронта солдат чувствует себя героем, победителем, которого должны носить на руках. Но уйдя от жены, обдумывая увиденное, он начинает понимать, что пока он воевал, жизнь в тылу была не сахар. Измена его жены — это был единственный способ выжить самой и накормить детей. И герой не просто простил жену, он осознал свой эгоизм и нравственную глухоту.

## Театральные постановки
В 2005 году фестиваль «Черешневый лес» закрывался спектаклем МХТ им. А. П. Чехова по этому рассказу, широко обсуждавшимся в прессе. Ранее тот же режиссёр Ю. Ерёмин ставил этот спектакль в театре им. Пушкина.